# Henri Didon
Henri Didon (ur. 17 marca 1840 w Touvet, zm. 13 marca 1900 w Tuluzie)) – kaznodzieja zakonu dominikanów, teolog, pisarz i pedagog, który sport uczynił centralnym punktem swojej metody pedagogicznej w katolickiej szkole. Twórca dewizy Citius-Altius-Fortius, którą jego przyjaciel, baron Pierre de Coubertin uczynił mottem nowożytnego ruchu olimpijskiego.

## Życiorys
Od dzieciństwa był zapalonym sportowcem, a jako przeor klasztoru św. Alberta Wielkiego w Arcueil wraz z Pierre’em de Coubertinem zorganizował po raz pierwszy zawody sportowe w szkole prowadzonej przez Kościół, gdzie w późniejszym okresie szkoły dominikańskie były pionierami we włączaniu sportu do programów oświatowych. W 1896 uczestniczył w pierwszych nowożytnych Igrzyskach Olimpijskich celebrując mszę w katedrze w Atenach, a w roku 1897 otworzył Drugi Międzynarodowy Kongres Olimpijski.

## Wybrane publikacje
- Discours prononcé par le R. P. Didon à la conférence Saint-François de Sales, le 17 juin 1891, à l'occasion des fêtes du centenaire de Saint-Bernard Gallica.bnf.fr
- Influence morale des Sports athlétiques. DISCOURS PRONONCÉ AU CONGRÈS OLYMPIQUE DU HAVRE LE 29 JUILLET 1897 Gutenberg.org
- Jésus-Christ.1891